# George Bancroft (politiker)
 For alternative betydninger, se George Bancroft. (Se også artikler, som begynder med George Bancroft)
George Bancroft (født 3. oktober 1800, død 17. januar 1891) var en amerikansk historiker, statsmand og demokratisk politiker, der var bl.a. gjorde sig bemærket ved sit arbejde for at fremme videregående uddannelse både i sin hjemstat Massachusetts og på nationalt og internationalt plan.
Som politiker blev han udnævnt til posten som amerikansk flådeminister i hvilken egenskab har etablerede United States Naval Academy i Annapolis. Han arbejdede endvidere som højtstående amerikansk diplomat i Europa, og var USA's ambassadør i Storbritannien og i Preussen og senere i det samlede Tyskland.
Som historiker er hans mest kendte bidrag udgivelsen History of the United States, from the Discovery of the American Continent.